# 小行星119951
小行星119951（(119951) 2002 KX14）是海王星外天體，位於古柏帶中，米高·E·布朗與乍德·特魯希略於2002年5月17日發現該天體。
小行星119951的半長軸，軌道週期，軌道偏心率都接近冥族小天體。

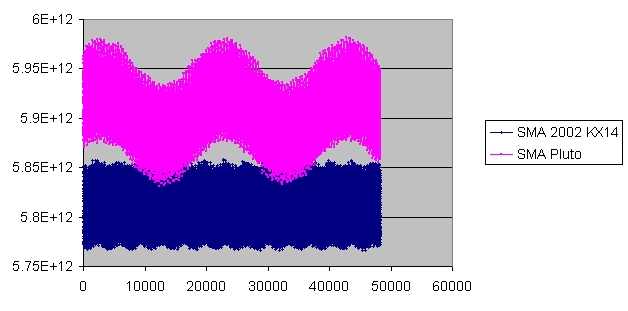
The evolution of the semi-major axis of both Pluto (pink) and (119951) 2002 KX_{14} (blue).

## 外部連結
- Orbital simulation （页面存档备份，存于） from JPL (Java) / Ephemeris（页面存档备份，存于）
- (119951) 2002 KX14 Precovery Images （页面存档备份，存于）